# Ardisia mindanaensis
Ardisia mindanaensis är en viveväxtart som beskrevs av Carl Christian Mez. Ardisia mindanaensis ingår i släktet Ardisia och familjen viveväxter. Inga underarter finns listade i Catalogue of Life.